# رودگردی
رودگَردی یا کَلَک‌گَردی قایق‌سواری و گشت‌وگذار در مسیر یک رودخانه است که بیشتر با قایق‌رانی در آب‌های خروشان همراه است.
رودگردی یک فعّالیّت سنگین ورزشی است که در آن از یک قایق کوچک برای پاروزنی در مسیر یک رودخانه استفاده می‌شود. معمولاً برای افزایش هیجان آن، این کار در مسیرهای خروشان آب انجام می‌شود. این فعالیت از دهه ۷۰ میلادی به صورت یک ورزش محبوبیت پیدا کرد.
از جمله نکات قابل توجه در این ورزش درجه‌بندی رودخانه هاست. درجه‌ها از ۱ تا ۶ می‌باشد. در درجه یک حتی کودکان اجازه ورود دارند زیرا میزان خروشانی رودخانه بسیار جزئی می‌باشد. در درجه ۶ احتمال مرگ ورزشکاران بدیل عوارض بسیار خطرناک در مسیر رودخانه می‌رود و فقط افراد بسیار فنی می‌توانند در آن قایقرانی کنند. در ایران رودخانه‌های زیادی وجود دارد که در آن این ورزش انجام می‌گیرد.
رودگردی یکی از بهترین نمونه‌های سفرهای اکوتوریستی، توریسم ماجراجویانه و توریسم ورزشی و از پرطرفدارترین شاخه‌های گردشگری است؛ شرکت‌های توریستی طراز اول بسیاری در سراسر دنیا به صورت تخصصی اقدام به طراحی و اجرای اینگونه سفرها می‌نمایند.
با توجه به اینکه اجرای سفرهای رودخانه‌ای بسیار تخصصی و دشوار بوده و در صورت غفلت، مخاطرات بسیاری جهانگردان را تهدید می‌کنند، از این‌رو برگزارکنندگان اینگونه سفرها می‌بایست در این زمینه متخصص بوده و راهنمایان اینگونه سفرها می‌بایست سال‌ها آموزش دیده باشند. در رودگردی مسافران سوار بر قایق‌های مخصوص و الزاماً استاندارد، ضمن هیجان رویارویی با امواج رودخانه‌ها، از میان جنگل‌ها، کوه‌ها، دشت‌ها، مزارع، روستاها و دره‌های زیبا گذر کرده و به تماشای مناظری می‌نشینند که با هیچ وسیله دیگری میسر نیست.